# Oldsberg i hamn
Oldsberg i hamn var en pratshow som sändes i Sveriges Television under perioden 30 juli–16 augusti 1997 från Barken Viking i Göteborg med Ingvar Oldsberg som programledare och Jan Bylund som bisittare.